# أنخل مارتين دوكي
أنخيل خوان مارتين دوكيه (زاراغوزا، 29 مايو 1926 - بامبلونا، 6 أغسطس 2019) كان مؤرخ، متخصصًا في العصور الوسطى، أمين مكتبة، أرشيفي وأستاذ جامعي إسباني في التاريخ الوسيط. نشر المصادر الوثائقية التي تشكل أساس تاريخ العصور الوسطى في نافارا.

## السيرة الذاتية

### التعليم الجامعي
أتم مانويل ريو ريو دراسته الجامعية في درجة الليسانس والدكتوراه في كلية الفلسفة والآداب بجامعة سرقسطة. في عام 1956، ناقش أطروحته للدكتوراه حول مجموعة الوثائق الدبلوماسية لسان فيكتورين وسانتا ماريا دي أوبارا (1000-1219), والتي كانت تحت إشراف خوسيه ماريا لاكارا. استمر في التعاون مع معلمه لاكارا، خلفًا لصديقه أنطونيو أوبيتو أرتيتا، وذلك من خلال نشر المصادر الوثائقية التي تدعم تاريخ العصور الوسطى في نافارا.
في عام 1958، انضم إلى الجهاز الفني للأرشيفيين والمكتبيين والآثاريين من خلال مسابقة، وبصفته مديرًا لـ أرشيف إدارة المالية في نافارا، تم تعيينه ممثلًا لخدمة الودائع القانونية في نافارا الذي تم تأسيسه حديثًا. في عام 1965، حصل على منصب أستاذ في جامعة سانتياغو دي كومبوستيلا من خلال مسابقة، وفي عام 1981 حصل على منصب أستاذ آخر عبر مسابقة في جامعة بلاد الباسك، لكنه تنازل عن كل هذه المناصب "لمواصلة عمله في نافارا". وفي كلمات إحدى تلميذاته المقربات:

### المناصب الجامعية
على الرغم من ذلك، فإن معظم جهده التدريسي تم في جامعة نافارا، حيث انضم إلى هيئتها التدريسية في عام 1958. في هذه الجامعة، أسس قسم التاريخ الوسيط وتولى عدة مناصب:
- مدير قسم التاريخ الوسيط (1958-1997)،
- مدير معهد الفنون الحرة (1969-1973)،
- أمين المكتبة العامة (1972-1986)،
- نائب عميد كلية الفلسفة والآداب (1973-1975)،
- عميد نفس الكلية (1975-1981)، و
- مدير خدمة المنشورات (1986-1997).[10]

### التعليم الجامعي
خلال مسيرته التدريسية، التي أدار خلالها حوالي ثلاثين أطروحة دكتوراه وأكثر من خمسين رسالة جامعية، قام بتشكيل مجموعة من علماء العصور الوسطى المعروفين مثل: خوان كarrasكو بيريز (أستاذ فخري في جامعة نافارا العامة), فرانسيسكو خافيير زابالو زاباليغي (جامعة إشبيلية), لويس خافيير فورتون بيريز دي سيريزا (أمين مكتبة - أرشيفي في برلمان نافارا), راكيل غارثيا أرانون (أستاذة تاريخ العصور الوسطى في قسم التاريخ بجامعة نافارا), إيلويزا راميريز فاكيرو (جامعة نافارا العامة), جوليا بافون (أستاذة في جامعة نافارا), كارمن خوسوي سيمونينا (أستاذة التراث والفن النافاري، جامعة نافارا وUNED), خوان خوسيه مارتينينا (قسم الأرشيف الملكي والعام في نافارا), فيرمين ميراندا غارسيا (جامعة مدريد المستقلة), سوسانا هيريروس لوبيتيغوي (قسم إدارة التراث الوثائقي في حكومة نافارا ومديرة أرشيف إدارة المجتمع المجتمعي), ورولدان خيمينيز أرانغورين (جامعة نافارا العامة).
في عام 1986 ترأس اللجنة المنظمة لأول مؤتمر عام لتاريخ نافارا، وهو المنصب الذي شغله أيضًا في المؤتمر التالي الذي أقيم في عام 1990. في عام 1987 ترأس اللجنة العلمية لأيام دراسات العصور الوسطى في إستيلّا وشارك بشكل حاسم في تأسيسها. كان عضوًا في المجلس الثقافي النافاري (1984-1991 و 1999-2013).

## الأعمال
يعكس تنوع المواضيع التي تناولها مجموعة واسعة من المقالات المنشورة، بالإضافة إلى مساهماته وتنسيق الأعمال الجماعية. يمكن التحقق من ذلك في قاعدة بيانات ديالنِت. ومن بين الكتب البارزة:
- قالب:استشهاد كتاب
- قالب:استشهاد كتاب
- قالب:استشهاد كتاب بالاشتراك مع ألبرتو كانيادا جوستي.
- قالب:استشهاد كتاب
- علامات الهوية التاريخية لنافارا, منسق، المجلد 1 و المجلد 2. صندوق التوفير في نافارا. 1996. (ردمك 978-84-87120-30-5)
- قالب:استشهاد كتاب

## الجوائز والتكريمات
- في عام 1991، حصل على ميدالية الذهب لنافارا تقديراً لعمله الجامعي وإسهاماته في معرفة مملكة نافارا خلال العصور الوسطى.[20]
- في عام 2006، تم تكريمه في مؤتمر تاريخ نافارا العام لدوره البارز في إنشاء هذه المؤتمرات، وتم تعيينه عضوًا شرفيًا في جمعية الدراسات التاريخية لنافارا.

## الجمعيات التي كان عضوًا فيها
- عضو في مجلس نافارا للثقافة (1984-1987، 1987-1991 و1999-2013).[20][17][18]
- أكاديمي في التاريخ الخاص لنافارا.
- جمعية الدراسات التاريخية لنافارا.[21]
- أسبوع الدراسات الوسيطة في إستلا، بين عامي 1963 و1978،[22] حيث ترأس لجنته العلمية منذ عام 1987.[20]